# Vogar (ort)
Vogar (isländska: Vogar á Vatnsleysuströnd) är en ort i republiken Island.   Den ligger i regionen Suðurnes, i den sydvästra delen av landet, 29 km sydväst om huvudstaden Reykjavik. Vogar ligger 7 meter över havet och antalet invånare är 1 354 (2022).
Vogar är den största orten på Reykjanes. Den är större än Keflavík and Grindavík tillsammans. På 2000-talet arbetar de flesta av Vogars in vånare i Reykjavik eller i närliggande orter i Reykjanesbaer kommun. I Vogar kan man se monumentet Íslands Hrafnistumenn av Erlingur Jónsson. Monumentet är rest till minne av fiskare från trakten. I närheten av Vogar finns den gamla vulkanen Keilir.